# آئودی ای۳

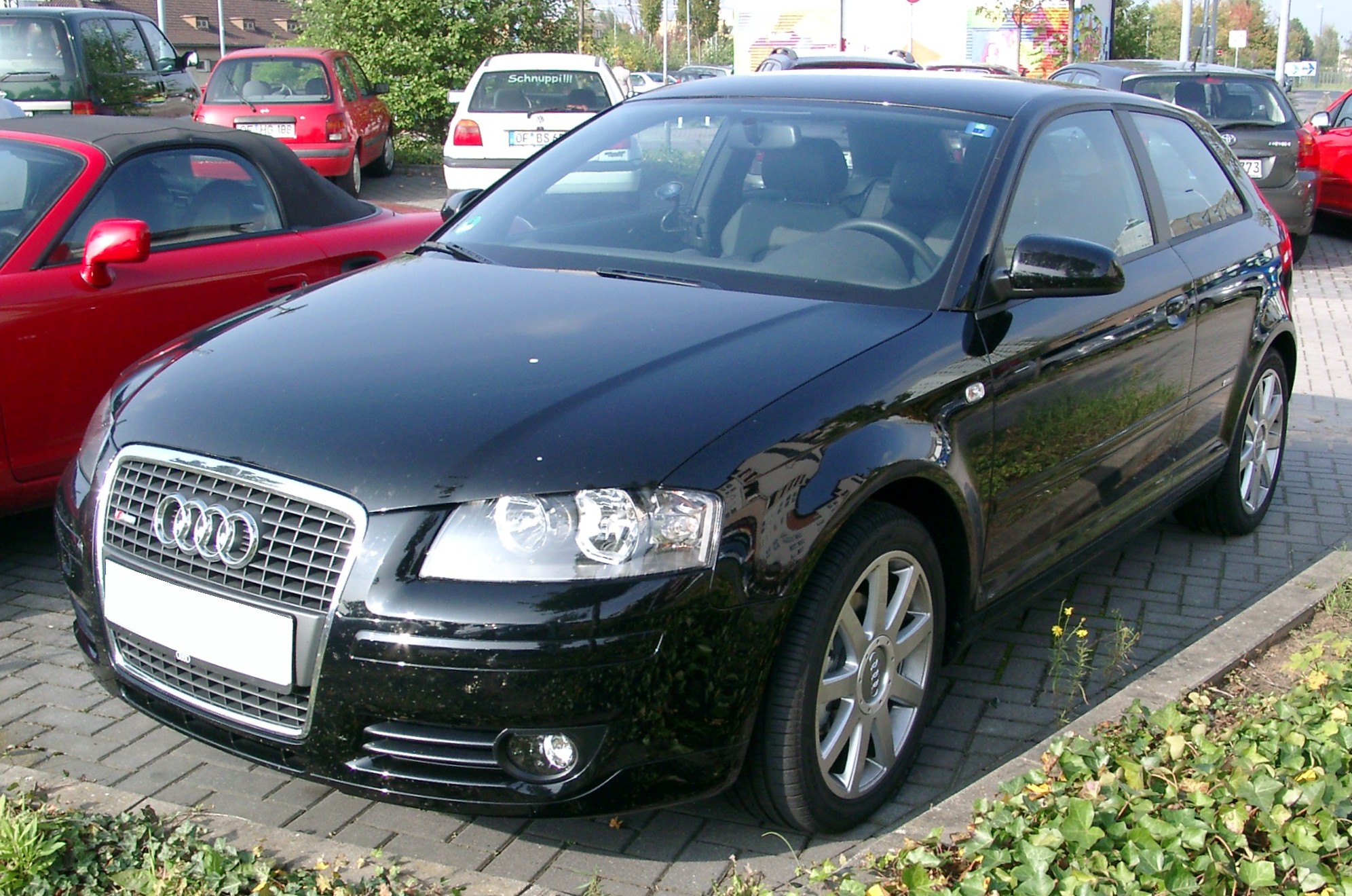

آئودی ای۳ (Audi A۳) خودرویی است که از سال ۱۹۹۶ تاکنون تولید شده‌است.
این خودرو در کلاس خودرو کامپکت قرار گرفته، طراحی آن موتور جلو، خودرو محور جلو، خودرو چهار چرخ محرک بوده‌است.